# 名古屋市立藤森中学校
名古屋市立藤森中学校（なごやしりつ ふじもりちゅうがっこう）は、名古屋市名東区小池町にある名古屋市立の公立中学校である。

## 概要
名古屋市の東部、藤が丘にある名古屋市立の公立中学校。学校の周囲は住宅街であり、名古屋市営地下鉄東山線と愛知高速交通東部丘陵線（リニモ）の藤が丘駅からは少し離れる。校名は1980年（昭和55年）に名古屋市立猪高中学校東部方面分校が独立する際に、学区がかつての藤森村の範囲と一致したことにより命名されたものという。

### 校章
校名に含まれる藤の花弁を3枚重ねて図案化したもの。3枚の花弁は、学校の教育目標である「知」「徳」「体」の調和と統一をとれた人間形成を願う意味と、学区に所在する3校の小学校を示す意味をもつという。

### 校歌
校歌は柴田正司が作詞、川島博が作曲したものが制定されている。作詞者の柴田正司は付近の発展に尽力した藤森東部土地区画整理組合の組合長であり、学区内の名古屋市立藤が丘小学校の校歌も作詞している。

## 沿革
- 1979年
  - 4月7日 - 名古屋市立猪高中学校東部方面分校として開校[WEB 1]
- 1980年
  - 4月1日 - 名古屋市立藤森中学校として独立開校[WEB 1]

## 通学区域
藤が丘小学校、本郷小学校、豊が丘小学校の三学区をその範囲としている。
明が丘・朝日が丘・石が根町・猪高町大字藤森字香流・猪高町大字藤森字森・上社二丁目・小池町・高柳町・宝が丘・照が丘・富が丘・望が丘・藤香町・藤が丘・藤里町・藤見が丘・藤森二丁目・藤森西町・本郷一丁目・本郷二丁目・本郷三丁目・豊が丘を通学区域として指定している。

## 生徒数
2018年4月4日現在の生徒数は以下に示す通り（各学年には特別支援学級（11組12組と呼称）の生徒数をそれぞれ含む）
| 1年   | 2年   | 3年   | 合計  |
| ----- | ----- | ----- | ----- |
| 170人 | 174人 | 172人 | 512人 |

### 生徒数の変遷
『愛知県小中学校誌』（2018年）によると、生徒数の変遷は以下の通りである。
| 1980年（昭和55年） | 588人  |  |
| 1987年（昭和62年） | 1060人 |  |
| 1997年（平成9年）  | 690人  |  |
| 2007年（平成19年） | 520人  |  |
| 2017年（平成29年） | 510人  |  |

## 交通アクセス
- 名古屋市営地下鉄東山線・愛知高速交通東部丘陵線（リニモ） 藤が丘駅が最寄り駅である[WEB 6]。

## 著名な出身者
- 赤楚衛二 - 俳優
- 滝藤賢一 - 俳優
- 後藤晴菜 - 日本テレビアナウンサー
- 今井絢 - 女流棋士

### WEB
1. 1 2 3 4 5 6 7  “名古屋市立藤森中学校紹介”.   名古屋市立藤森中学校. 2018年3月4日閲覧。
2. ↑  吉野慶祐 (2017年8月3日). “ぐるり東海（４）【藤が丘通信】「未来予想図」半世紀を経て”.   朝日新聞社. 2018年3月4日閲覧。
3. ↑  “校歌”.   名古屋市立藤が丘小学校. 2018年3月4日閲覧。
4. ↑  名古屋市教育委員会事務局子ども応援委員会制度担当部学校計画室計画係 (2017年4月1日). “名古屋市立中学校区一覧（小→中）” (PDF).   名古屋市. 2018年3月4日閲覧。
5. ↑  名古屋市教育委員会事務局総務部教育環境計画室計画係 (2018年9月1日). “名古屋市立小・中学校の通学区域一覧（名東区）” (PDF).   名古屋市. 2018年11月15日閲覧。
6. ↑  名古屋市役所教育委員会事務局総務部企画経理課企画統計係 (2018年9月18日). “名東区の小・中学校一覧”.   名古屋市. 2018年11月14日閲覧。

### 書籍
1. ↑  六三制教育七十周年記念 愛知県小中学校誌 合同記念誌編集特別委員会 2018, p. 288.